# Pylaisia selwynii
Pylaisia selwynii är en bladmossart som beskrevs av Kindberg 1889. Pylaisia selwynii ingår i släktet aspmossor, och familjen Hypnaceae. Inga underarter finns listade i Catalogue of Life.